# Fratello sole sorella luna/Preghiera semplice/Canzone di San Damiano
Fratello sole sorella luna/Preghiera semplice/Canzone di San Damiano – singel włoskiego piosenkarza Claudio Baglioniego z piosenkami z filmu Franco Zeffirellego Brat Słońce, siostra Księżyc.

## Singel
Krążek zawiera trzy piosenki, stanowiące część ścieżki dźwiękowej filmu Franco Zeffirellego z 1972. Autorem tekstów wszystkich trzech piosenek jest ks. Jean-Marie Benjamin. Muzykę do piosenek "Fratello sole sorella luna" oraz "Preghiera semplice" napisał Riz Ortolani, autor muzyki do filmu. Muzykę do piosenki "Canzone di san Damiano" skomponował Donovan. Donovan wydał angielską wersję piosenek i one znalazły się w angielskiej wersji językowej filmu.
Singiel Baglioniego spotkał się z dobrym przyjęciem we Włoszech. Znalazł się na 31. miejscu na liście najwięcej sprzedanych singli winylowych we Włoszech. Piosenki, nawiązujące do życia i duchowości św. Franciszka z Asyżu, znalazły również uznanie w Kościele katolickim, są wykonywane podczas liturgii przez młodzież włoską.